# Dioscorea pilgeriana
Dioscorea pilgeriana är en enhjärtbladig växtart som beskrevs av Reinhard Gustav Paul Knuth. Dioscorea pilgeriana ingår i släktet Dioscorea och familjen Dioscoreaceae. Inga underarter finns listade i Catalogue of Life.